# Йозеф Камінський
Йозеф Камінський, пол. Józef Kamiński (*17 листопада 1903, Одеса — †14 жовтня 1972, Тель-Авів) — польсько-ізраїльський композитор та віолончеліст єврейського походження. Син Естер Рахель та Авраама Ісаака Камінського, брат Іди та Регіни.

## Біографія
Навчався у Берліні та Відні. Писав музику для театрів і працював концертмейстром оркестру на радіо. В 1937 році емігрував до Палестини та оселився у Тель-Авіві, де і помер. Працював концертмейстром Ізраїльського симфонічного оркестру.